# Emil Uzelac

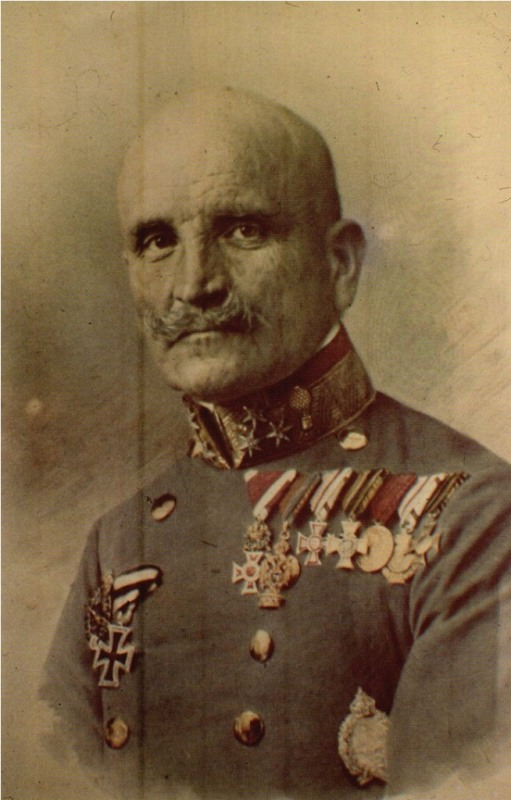
Emil Uzelac

Emil Uzelac, auch Milan Uzelac, (* 26. August 1867 in Komárom; † 7. Januar 1954 in Petrinja, Jugoslawien) leitete den Aufbau der Luftwaffen von Österreich-Ungarn, des Königreichs Jugoslawien und des unabhängigen Staates Kroatien.

## Leben
Emil Uzelac wurde als Sohn eines Kleinbauern geboren. Er wuchs auf dem elterlichen Hof in Svarca, Kroatien auf. Nach seinem Eintritt in die österreichisch-ungarischen Streitkräfte absolvierte er die K.u.k. Technische Militärakademie, wurde dann am 18. August 1888 zum Leutnant befördert und zum 2. Geniebataillon versetzt. Während seines Aufenthalts in den Garnisonen Pola und Triest betrieb er elektrotechnische Studien und legte Prüfungen an der nautischen Akademie in Triest ab, wobei er zusätzlich den Rang eines Leutnants der Handelsmarine erhielt. Am 1. November 1898 wurde er zum Hauptmann befördert. 1900 erfolgte die Versetzung zur Geniedirektion in Klagenfurt mit der Beförderung zum Major am 1. Mai 1908.
Am 24. April 1912 wurde er zum Leiter der Luftschifferabteilung aus der die k.u.k Luftfahrtruppen (LFT) hervorgingen, ernannt. Zeit seines Lebens war er am technischen Fortschritt, und hier besonders an der Entwicklung von Fluggeräten „schwerer als Luft“, interessiert. Innerhalb kürzester Zeit erwarb er den Flugschein. Danach nahm er jede Gelegenheit wahr, neue Flugzeuge für die LFT zu testen. Am 1. Mai 1912 wurde er zum Oberstleutnant befördert. Am 29. August folgte die Beförderung zum Oberst. Während des Ersten Weltkrieges war es ihm auf Grund seiner Stellung verboten in Frontnähe zu fliegen. Trotzdem nutzte er seine Besuche bei den Fliegerkompanien für Platzrunden.
Kaiser Karl ließ 1917 den neuen Posten des General-Inspektors der Luftstreitkräfte einführen und besetzte ihn mit Oberst Uzelac und Erzherzog Joseph Ferdinand. Am 1. Mai 1918 wurde er zum Generalmajor befördert. Zum 30. September 1918 wurde sein Posten als General-Inspektor bei der letzten Umstrukturierung der österreichisch-ungarischen Luftstreitkräfte aufgelöst und dem neu eingeführten Amt des Chefs des Luftfahrtwesens beim Armeeoberkommando untergeordnet, das am 1. Oktober 1918 Generalmajor Otto Ellison von Nidlef übernahm.
Nach dem Ersten Weltkrieg ließ er sich in Petrinja nieder. Er wurde General in der neuen königlichen Jugoslawischen Luftwaffe. Einer seiner ersten Aufgaben war die Übersetzung der österreichischen Vorschriften und der technischen Handbücher. Außerdem war er für die Beschaffung neuer Flugzeuge zuständig.
Als während des Zweiten Weltkriegs Kroatien ein unabhängiger Staat war, kommandierte Uzelac dessen Luftwaffe.

## Auszeichnungen
- Österreichisches Militärverdienstkreuz
- Herzoglich Sachsen-Ernestinischer Hausorden
- Fürstlicher Hausorden von Hohenzollern II. Klasse
- Orden der Eisernen Krone II. Klasse mit Kriegsdekoration
- Ritterkreuz des Leopoldsordens mit Kriegsdekoration
- Mecidiye-Orden II. Klasse
- Eisernes Kreuz I. Klasse
- Verdienstkreuz II. Klasse mit Kriegsdekoration und Schwertern